# 南部瑞子
南部 瑞子（なんぶ みずこ、1908年（明治41年）1月14日 - 1980年（昭和55年）10月30日）は、盛岡南部家の女性。第43代当主の伯爵南部利淳の長女で、第44代当主の伯爵南部利英の夫人。ガールスカウト日本連盟本部理事を務めた。

## 経歴
明治41年（1908年）、盛岡南部家当主南部利淳の長女として岩手県盛岡市にて生まれる。昭和2年（1927年）、女子学習院を卒業する。昭和4年（1929年）、公爵一条実輝の三男實英（南部利英）と結婚、婿養子に迎える。夫妻は三男四女をもうけた。昭和5年（1930年）、秩父宮妃が来盛し、共に南部邸の池でボート遊びをしていたところボートが転覆し、周囲を慌てさせたというエピソードが残っている。昭和11年（1936年）には義理の妹に当たる閑院宮妃が来盛し、南部邸を訪問している。
終戦後しばらくして、盛岡から渋谷区千駄ヶ谷に転居。昭和30年（1955年）、ガールスカウト日本連盟本部理事に就任し、長くこれを務めた。また、夫の利英と共に在京岩手県人会の顧問も務めた。

## 家族
- 夫：南部利英
- 父：南部利淳　母：南部嚴子（鳥取池田家当主、侯爵池田輝知の三女）
- 弟：南部利貞
- 子：南部利久、南部利博、南部利昭、淑子、和子、敦子、文子
- 孫：南部利文、南部利忠、泰子
- 叔父：南部利祥
- 叔母：毛利庸子（徳山毛利家当主、子爵毛利元功の長男、子爵毛利元秀の妻）

出典：『岩手人名大鑑（1965）』及び『岩手人名大鑑（1976）』